# 血漿置換術
血漿置换术（Plasmapheresis）指从血液循环將血漿（或其成分）移出、處理、回注或交换的体外治療。旧称血浆去除术，是直译字源的希腊语 πλάσμα- 血浆 ，和 ἀφαίρεσις- 移除。
血浆置换術大致分為三種： 
- 自体：去除病人血浆，將其處理後回注予病人。
- 交换：移除病人血浆，以他人捐贈之血液制品替換之；这种类型称为血浆交换（plasma exchange，PE or PEX）。丟棄從病人體內抽出的血漿，補充他人捐贈的血浆、白蛋白，或白蛋白和食盐水的混合溶液（通常为70％的白蛋白和30％的食盐水）。
- 捐赠：從捐血者抽血，分离其中成分，其中部分成分製成血液製品供他人使用，剩餘部分回注予捐贈者。在这种血浆捐赠過程中，血液由捐血者抽出後，分离血球和血浆，血球回注捐血者，收集血浆并冷冻保存，作為作新鲜冷冻血浆或制造各种药物。 [1]

自体和交换的血浆置换術用于治疗多种疾病，包括免疫系统疾病，例如古巴斯捷氏症候群 、格林-巴利症候群、狼疮、重症肌無力和血栓性血小板低下紫斑症 。 

## 血浆置换术的并发症
- 针头出血或血肿
- 低血壓
- 可能因輸血導致输血反应或传染疾病
- 抑制患者的免疫系统

## 血浆净化术
血浆净化术为血漿置换术的变型，即双重过滤血浆置换术（double filtration  plasmapheresis，DFPP）的俗称，其利用过滤器去除血浆中的大分子病理物质、发炎物质，可降低病理指数、改善免疫风暴、减轻症状或徵候。